# Lars Olof Tjerneld
Lars Olof Tjerneld, känd som L.O. Tjerneld och Lorentz Tjerneld, född 21 april 1838 i Ovanåkers församling i Gävleborgs län, död 1 november 1908 i Skattkärr, Östra Fågelviks församling i Värmlands län, var en svensk bankman och lokalpolitiker.
Efter studentexamen 1857 tjänstgjorde han vid Skandinaviska Kreditaktiebolaget i Stockholm under ett 20-tal år. Han var bankdirektör i Vermlands enskilda bank 1886–1905. Tjerneld var också engagerad inom politiken i Karlstad där han satt som stadsfullmäktiges ordförande under flera år.
Han gifte sig 1868 med Märta Nycander (1849–1923), dotter till professor Bernt Otto Nycander och Marie-Louise af Forsell. Bland barnen märks advokaten John Tjerneld.